# ماركيز ووكر
ماركيز ووكر (بالإنجليزية: Marquis Walker)‏ هو لاعب كرة قدم أمريكية أمريكي، ولد في 6 يونيو 1972 في سانت لويس في الولايات المتحدة.

## وصلات خارجية
- ماركيز ووكر على موقع مرجع كرة القدم المحترفة.كوم (الإنجليزية)